# ویشنگیچوو
ویشنگیچوو (به لاتین: Višnjićevo) یک منطقهٔ مسکونی در کرواسی است که در Šid Municipality واقع شده‌است. ویشنگیچوو ۷۳٫۴۶ کیلومتر مربع مساحت و ۱٬۶۸۳ نفر جمعیت دارد.